# Miriochrus
Miriochrus is een kevergeslacht uit de familie van de boktorren (Cerambycidae). De wetenschappelijke naam van het geslacht werd voor het eerst geldig gepubliceerd in 2012 door Galileo & Martins.

## Soorten
Miriochrus is monotypisch en omvat slechts de volgende soort:
- Miriochrus minimus Galileo & Martins, 2012